# Sléttafell (berg)
Sléttafell är ett berg i republiken Island. Det ligger i regionen Suðurland, 140 km öster om huvudstaden Reykjavík. Toppen på Sléttafell är 788 meter över havet.
Trakten runt Sléttafell är nära nog obefolkad, med mindre än två invånare per kvadratkilometer. Det finns inga samhällen i närheten. Trakten runt Sléttafell är permanent täckt av is och snö.